# «Африканский» период Пикассо

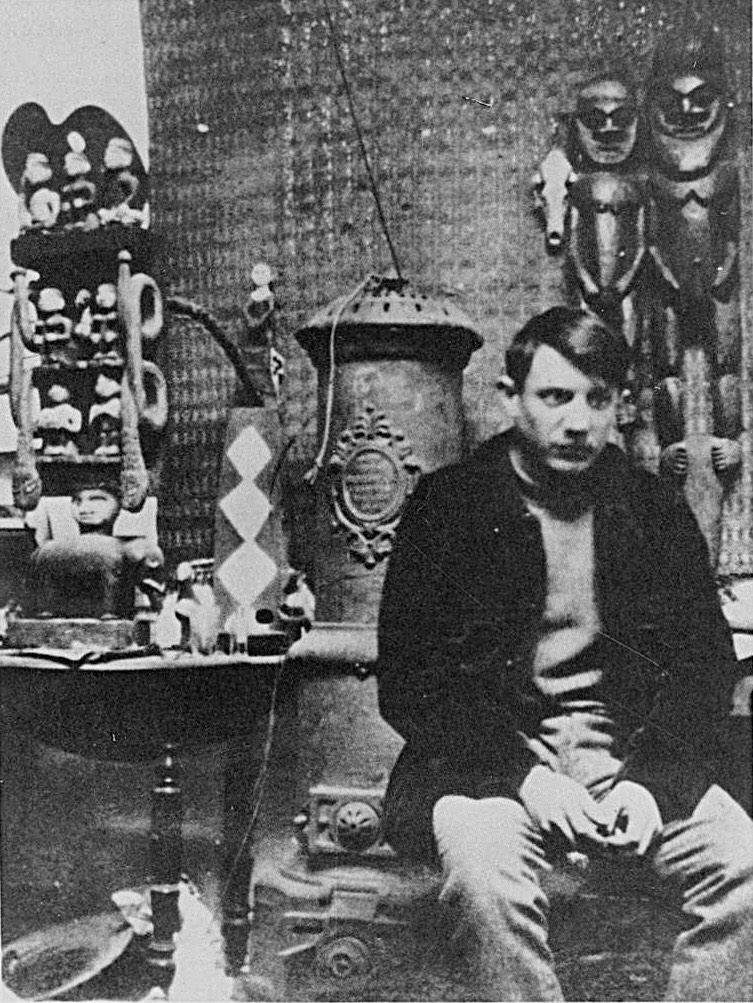
Пикассо в своей мастерской на Монмартре среди африканских скульптур. 1908 год

«Африканский» период Пабло Пикассо длился с 1907 по 1909 год и предшествовал аналитическому кубизму. Это был период, когда художник находился под сильным влиянием древнего африканского искусства после посещения им этнографической выставки в парижском дворце Трокадеро. Иногда этот период называют негритянским периодом, или чёрным.
Пикассо говорил, что испытал настоящее потрясение во время знакомства с африканским искусством: «Отвратительный запах плесени сдавил мне горло. Я был так подавлен, что сначала собрался немедленно уехать, но заставил себя там остаться, изучить эти маски, все эти предметы, которые люди создавали для священных магических обрядов, чтобы они служили посредниками между людьми и неведомыми враждебными силами. Люди пытались преодолеть свои страхи, придавая им цвет и форму. И тогда я понял, что такое живопись. Это не эстетический процесс, а своего рода магия, служащая посредницей между враждебным миром и нами, способ взять в руки власть, навязав форму нашим страхам и нашим желаниям. В тот день я понял, что нашёл свой путь».
Пикассо увидел в грубых примитивных формах мощные художественные образы. Открыв для себя древнее искусство Африки, художник почувствовал потребность в изменении собственного творческого стиля. Он отказался от традиционной живописной красивости изображаемых предметов и пришёл к грубой простоте форм и приглушённым цветам.
Первой картиной Пикассо, основанной на африканских скульптурах, считается работа 1907 года Авиньонские девицы, где художник сознательно упрощает формы изображаемых объектов, грубо штрихует и намеренно деформирует лица, превращая их в ритуальные деревянные маски. Под влиянием африканской эстетики ещё в 1906 году в Портрете Гертруды Стайн Пикассо применил этот новый метод изображения, который постепенно привёл его к кубизму. Несмотря на неприятие художественным сообществом нового изобразительного стиля, Пикассо продолжил развивать его в последующие два года.
Значительная часть произведений «африканского» периода была создана во второй половине 1907 года. В продолжение «Авиньонских девиц» Пикассо создал множество персонажей, лицам которых он придал черты африканских масок. К ним относятся: «Бюст женщины» (1907, Национальная галерея в Праге); «Мать и ребёнок» (1907, Музей Пикассо (Париж); «Обнажённая с поднятыми руками» (1907, Музей Тиссена-Борнемисы, Мадрид); «Портрет Макса Жакоба» (1907, Музей Людвига, Кёльн); «Три женщины» (1908, Эрмитаж, Санкт-Петербург).